# Mischocyttarus imeldai
Mischocyttarus imeldai är en getingart som beskrevs av Zikan 1949. Mischocyttarus imeldai ingår i släktet Mischocyttarus och familjen getingar. Inga underarter finns listade i Catalogue of Life.